# 波尔盖拉
波尔盖拉（英語：Porgera）是一个位于巴布亚新几内亚恩加省拉盖普-波尔盖拉县的小镇，位于波尔盖拉金矿的东方。